# Henningen
Henningen is een plaats en voormalige gemeente in de Duitse deelstaat Saksen-Anhalt, en maakt deel uit van de landkreis Altmarkkreis Salzwedel.
Henningen telde eind 2023 193 inwoners. Het is een ortschaft van de gemeente Salzwedel. Tot juli 2019 behoorden de huidige aparte ortschaften Andorf en Barnebeck er nog toe.

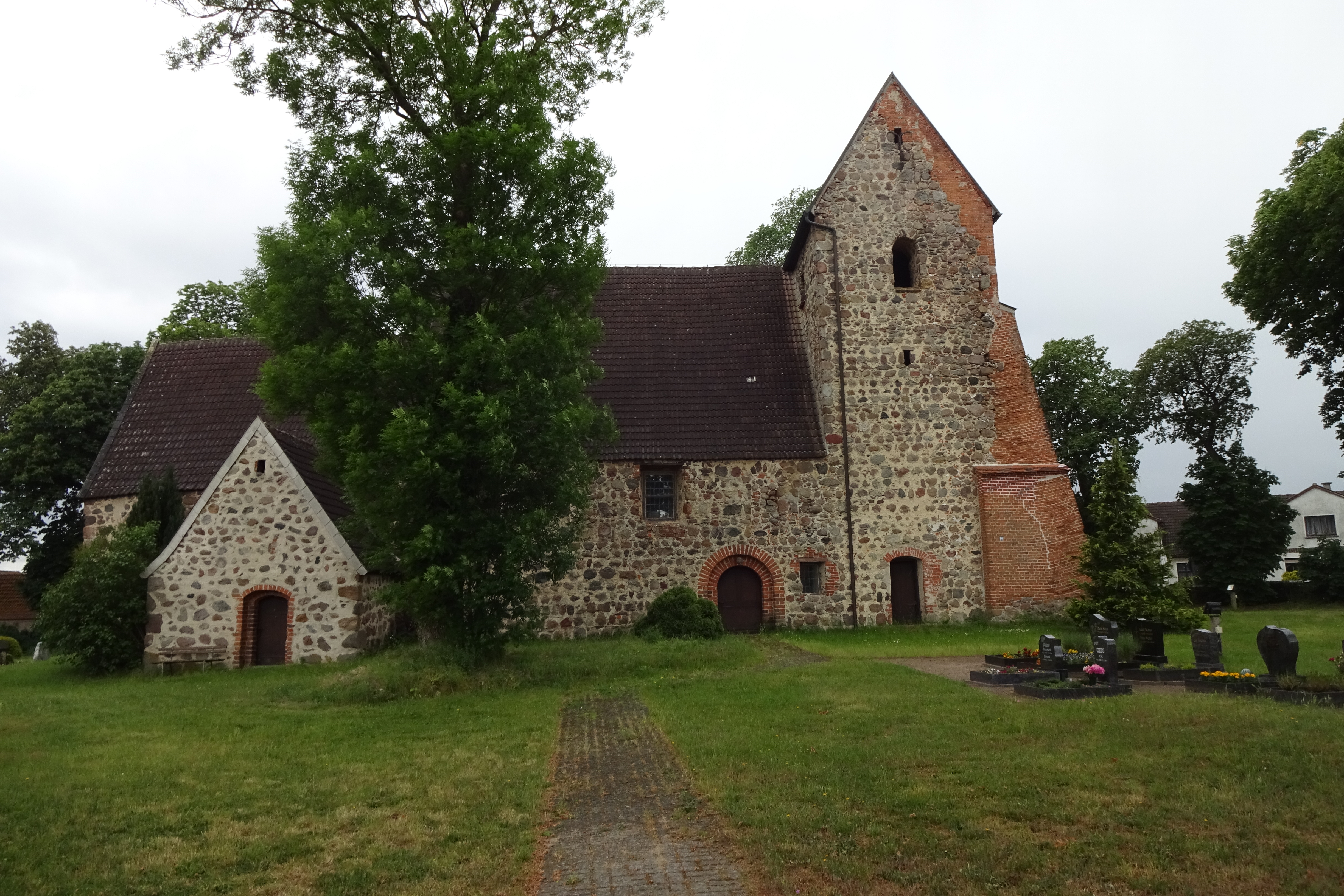
Dorpskerk te Henningen
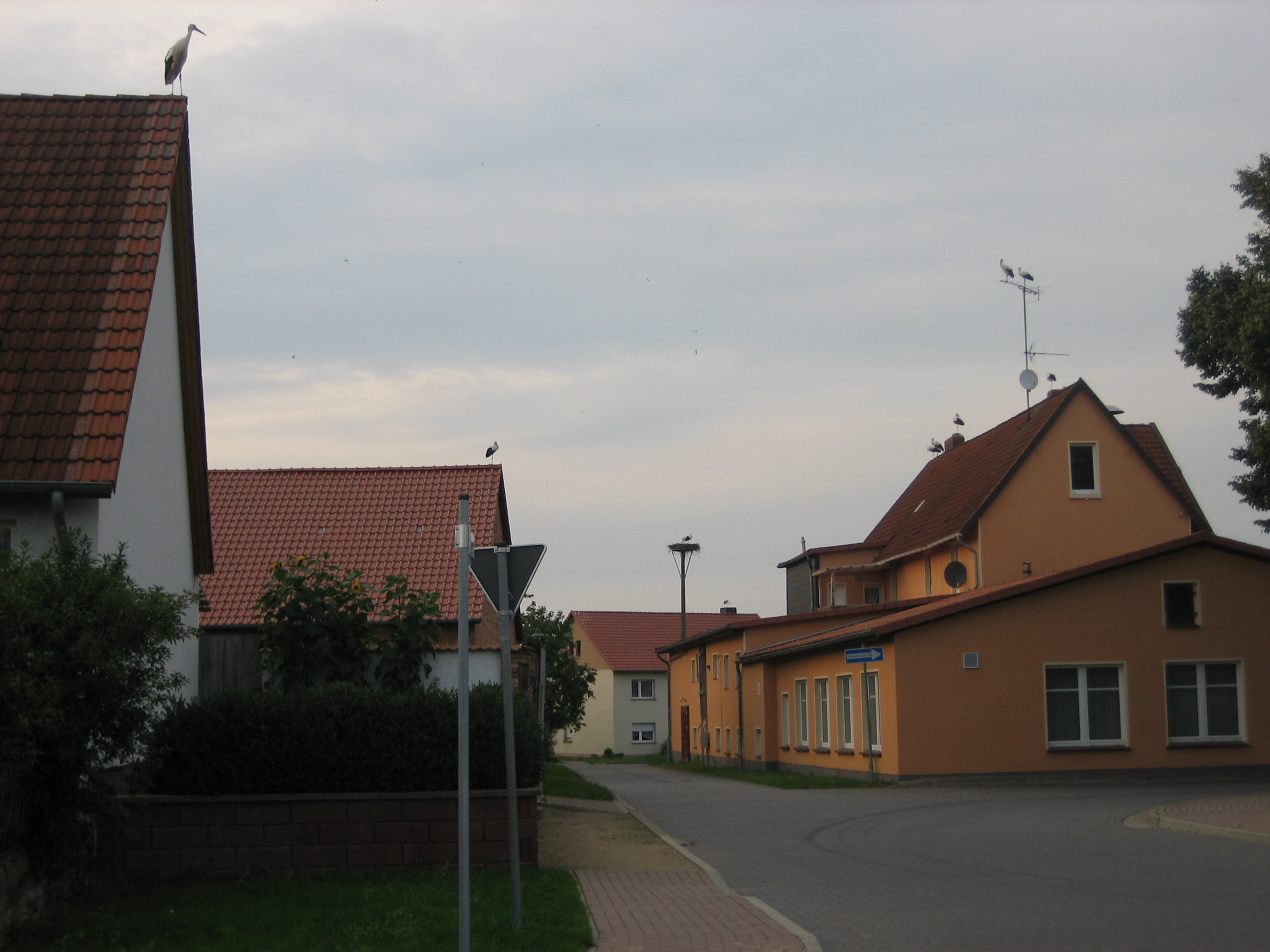
Enkele van de vele ooievaarsnesten te Henningen (foto uit 2012)

Het dorpje ligt dertien kilometer ten westen van de stad Salzwedel. Er staat een vroeger aan Sint-Laurentius gewijde, thans evangelisch-lutherse, dorpskerk. De bouwstijl ervan is romaans; de kerk is vermoedelijk in de twaalfde of dertiende eeuw gebouwd.